# SISD

SISDの概念図。PU = 処理装置 (processing unit)。

単一命令・単一データ（英: single instruction, single data、SISD）とは、シングルプロセッサ（ユニプロセッサ）のコンピュータアーキテクチャで、単一の命令ストリームを実行し、一度に1つのデータだけを操作する方式である。いわゆるノイマン型アーキテクチャに対応する。
フリンの分類によれば、SISDであっても並列処理的性質が全くないわけではない。パイプライン処理やスーパースカラ実装による命令の並列実行は今ではSISDでも普通に行われている。